# Carmen Arrufat
Carmen Arrufat Blasco (Castellón de la Plana, 11 de outubro de 2002) é uma atriz espanhola de cinema e televisão. Sua atuação em The Innocence lhe rendeu uma indicação ao Prêmio Goya de Melhor Nova Atriz. Em 2022, se juntou ao elenco principal da 6ª temporada de Élite.

## Biografia
Nascida em 11 de outubro de 2002 em Castellón de la Plana, estudou na Aula Cine y TV, uma escola de teatro dirigida por Víctor Antolí.
Carmen estreou como atriz principal em um longa-metragem no drama de 2019 The Innocence (ela mentiu sobre sua idade para conseguir o papel). Seu desempenho lhe rendeu uma indicação ao Prêmio Goya de Melhor Nova Atriz. Ela se mudou para Madri e foi escalada para o papel da manipuladora e narcisista Lena Vallejo na série de televisão HIT. As filmagens da série começaram em janeiro de 2020, mas foram interrompidas pelo bloqueio do COVID-19, então Arrufat interpretou uma adolescente presa com sua família durante o bloqueio do COVID-19 na série de comédia Diarios de la cuarentena, exibida de abril a maio de 2020. As filmagens de HIT foram retomadas em junho de 2020 após um hiato e encerradas em julho. Ainda em 2020, Arrufat foi escalada para a série de suspense da Movistar+, Todos mienten. Em 2022 se juntou ao elenco principal da 6ª temporada de Élite.

## Filmografia

### Televisão
| Ano           | Título                   | Papel              |
| ------------- | ------------------------ | ------------------ |
| 2020          | Diarios de la cuarentena |                    |
| 2020          | HIT                      | Lena Vallejo Posse |
| 2022          | Todos mienten            | Natalia            |
| 2022-presente | Élite                    | Sara               |

### Filmes
| Ano  | Título          | Papel |
| ---- | --------------- | ----- |
| 2019 | The Innocence   | Lis   |
| 2019 | Nada será igual |       |

## Prêmios e Indicações
| Ano  | Festival     | Categoria         | Nomeações     | Resultado |
| ---- | ------------ | ----------------- | ------------- | --------- |
| 2020 | Prémios Goya | Melhor Nova Atriz | The Innocence | Indicado  |